# LEN European Cup 1995-1996
La LEN European Cup 1995-1996 è stata la trentatreesima edizione del massimo trofeo continentale di pallanuoto per squadre europee di club.
Le otto squadre qualificate per la fase finale si sono scontrate a eliminazione diretta a partire dai quarti.
Il Mladost Zagabria ha conquistato il trofeo per la settima volta, battendo in finale i campioni d'Ungheria dell'Újpest, alla seconda sconfitta consecutiva nell'atto conclusivo del torneo.

## Quarti di finale
| Qualificate    |             |
| - Barcellona   | - Partizan  |
| - Catalunya    | - Posillipo |
| - Dinamo Mosca | - Spandau   |
| - Mladost      | - Újpest    |

| Andata | Andata                | Andata |
| Data   | Gara                  | Ris.   |
| ------ | --------------------- | ------ |
| ?      | Catalunya - Mladost   | 5-10   |
| ?      | Dinamo Mosca - Újpest | 9-7    |
| ?      | Partizan - Posillipo  | 10-8   |
| ?      | Spandau - Barcellona  | 3-5    |

| Ritorno | Ritorno               | Ritorno | Ritorno |
| Data    | Gara                  | Ris.    | Tot.    |
| ------- | --------------------- | ------- | ------- |
| ?       | Mladost - Catalunya   | 10-6    | 20-11   |
| ?       | Újpest - Dinamo Mosca | 16-10   | 23-19   |
| ?       | Posillipo - Partizan  | 7-3     | 15-13   |
| ?       | Barcellona - Spandau  | 8-7     | 13-10   |

## Semifinali
| Andata | Andata               | Andata |
| Data   | Gara                 | Ris.   |
| ------ | -------------------- | ------ |
| ?      | Mladost - Barcellona | 10-6   |
| ?      | Újpest - Posillipo   | 11-7   |

| Ritorno | Ritorno              | Ritorno | Ritorno |
| Data    | Gara                 | Ris.    | Tot.    |
| ------- | -------------------- | ------- | ------- |
| ?       | Barcellona - Mladost | 5-6     | 11-16   |
| ?       | Posillipo - Újpest   | 11-11   | 18-22   |

## Finale
| Andata | Andata           | Andata |
| Data   | Gara             | Ris.   |
| ------ | ---------------- | ------ |
| ?      | Újpest - Mladost | 4-7    |

| Ritorno | Ritorno          | Ritorno | Ritorno |
| Data    | Gara             | Ris.    | Tot.    |
| ------- | ---------------- | ------- | ------- |
| ?       | Mladost - Újpest | 6-6     | 13-10   |

### Campioni
- Mladost Campione d'Europa:

Siniša Školneković, Zdeslav Vrdoljak, Dario Kobeščak, Frano Vićan, Igor Bosnić, Ratko Štritof, Vedran Jerković, Milorad Damjanić, Tino Vegar, Perica Bukić, Tomislav Rogin, Ivo Ivaniš, Vjekoslav Kobešćak, Ante Huljev.